# Liste der japanischen Meister im Skispringen
Die Liste der japanischen Meister im Skispringen listet alle Sieger im Skispringen bei den japanischen Skimeisterschaften (jap. 全日本スキー選手権大会, Zen-Nihon Sukī Senshuken Taikai) seit 1923 auf.
Wettbewerbe der Damen existieren erst seit 2002. Dabei ist anzumerken, dass die offiziellen Siegerlisten des japanischen Skiverbandes hierbei nur Damen-Meistertitel für die Normalschanze aufführen, die jeweiligen verlinkten Wettbewerbs-Ergebnislisten jedoch auch Damen-Meisterschaften für die Großschanze aufführen. Deren Sieger sind daher ebenfalls in kursiv aufgeführt.

## Liste
| #   | Datum         | Ort                                    | Wettbewerb                             | Klasse                                 | Meister                                | Punkte                                 | 1. Durchgang (m)                       | 2. Durchgang (m)                       |
| --- | ------------- | -------------------------------------- | -------------------------------------- | -------------------------------------- | -------------------------------------- | -------------------------------------- | -------------------------------------- | -------------------------------------- |
| 01  | 1923          | Otaru                                  |                                        |                                        | Umeji Sanuki                           |                                        | 16,10                                  |                                        |
| 02  | 1924          | Takada                                 |                                        |                                        | 緒方直光                               |                                        | 20,40                                  |                                        |
| 03  | 1925          | Ōwani                                  |                                        |                                        | 青山馨                                 |                                        | 17,40                                  | 18,30                                  |
| 04  | 1926          | Toyohara                               |                                        |                                        | Motohiko Ban                           |                                        | 21,70                                  | 21,20                                  |
| 05  | 1927          | ausgefallen wegen Tod des Taishō-Tennō | ausgefallen wegen Tod des Taishō-Tennō | ausgefallen wegen Tod des Taishō-Tennō | ausgefallen wegen Tod des Taishō-Tennō | ausgefallen wegen Tod des Taishō-Tennō | ausgefallen wegen Tod des Taishō-Tennō | ausgefallen wegen Tod des Taishō-Tennō |
| 06  | 1928          | Sapporo                                |                                        |                                        | 神沢謙三                               |                                        | 27,0                                   | 24,5                                   |
| 07  | 1929          | Takada                                 |                                        |                                        | Mitsutake Makita                       | 17,125                                 | 26,0                                   | 28,0                                   |
| 08  | 1930          | Ōwani                                  |                                        |                                        | Isamu Sekiguchi                        | 17,675                                 | 36,5                                   | 35,0                                   |
| 09  | 1931          | Toyohara                               |                                        | Herren                                 | Mitsutake Makita                       | 209,0                                  | 36,5                                   | 36,5                                   |
| 09  | 1931          | Toyohara                               | Kinder                                 | Gorō Adachi                            | 213,2                                  | 36,0                                   | 35,0                                   |                                        |
| 10  | 1932          | Nozawa Onsen                           |                                        | Herren                                 | 奥山欽一                               | 220,1                                  | 44,0                                   | 41,0                                   |
| 10  | 1932          | Nozawa Onsen                           | Kinder                                 | 小島謹也                               | 190,6                                  | 34,5                                   | 36,5                                   |                                        |
| 10  | 1932          | Nozawa Onsen                           | 30–40er                                | 高橋源三                               | 111,0                                  | ×                                      | 26,0                                   |                                        |
| 11  | 12. Feb. 1933 | Sapporo                                |                                        | Herren                                 | Masaji Iguro                           | 139,0                                  | 47,0                                   | 51,0                                   |
| 11  | 12. Feb. 1933 | Sapporo                                | Jugendliche                            | 佐々木清                               | 135,0                                  | 43,0                                   | 45,5                                   |                                        |
| 11  | 12. Feb. 1933 | Sapporo                                | 30–40er                                | 高橋源三                               | 103,3                                  | 23,5                                   | 24,0                                   |                                        |
| 12  | 1934          | Ōwani                                  |                                        | Herren                                 | Masaji Iguro                           | 133,6                                  | 47,0                                   | 55,5                                   |
| 12  | 1934          | Ōwani                                  | Jugendliche                            | 府榮野三郎                             | 136,0                                  | 51,5                                   | 52,0                                   |                                        |
| 12  | 1934          | Ōwani                                  | 30–40er                                | 川合武美                               | 124,4                                  | 30,0                                   | 30,5                                   |                                        |
| 13  | 1935          | Sapporo                                |                                        | Herren                                 | Gorō Adachi                            | 219,0                                  | 58,0                                   | 59,0                                   |
| 13  | 1935          | Sapporo                                | Jugendliche                            | 亀ヶ森隆                               | 207,7                                  | 38,5                                   | 56,0                                   |                                        |
| 13  | 1935          | Sapporo                                | 30–40er                                | 秋野武夫                               | 200,1                                  | 34,5                                   | 35,0                                   |                                        |
| 14  | 11. Feb. 1936 | Ojiya                                  |                                        | Herren                                 | 森敏雄                                 | 214,1                                  | 53,5                                   | 55,5                                   |
| 14  | 11. Feb. 1936 | Ojiya                                  | Jugendliche                            | 星野昇                                 | 214,5                                  | 54,0                                   | 53,0                                   |                                        |
| 14  | 11. Feb. 1936 | Ojiya                                  | 30–40er                                | 稲葉忠七                               | 187,1                                  | 26,0                                   | 32,0                                   |                                        |
| 15  | 1937          | Ōdate                                  |                                        |                                        | Masaji Iguro                           |                                        | 67,0                                   | 67,5                                   |
| 15  | 1937          | Ōdate                                  | Jugendliche                            | 伊藤英夫                               |                                        | 68,5                                   | 60,5                                   |                                        |
| 16  | 1938          | Sapporo                                |                                        |                                        | 亀ケ森隆                               |                                        | 59,5                                   | 66,0                                   |
| 16  | 1938          | Sapporo                                | Jugendliche                            | 久留島敏明                             |                                        | 57,5                                   | 63,0                                   |                                        |
| 17  | 1939          | Sapporo                                |                                        |                                        | 浅木文雄                               | 226,8                                  | 66,0                                   | 67,5                                   |
| 17  | 1939          | Sapporo                                | Jugendliche                            | 久保登喜夫                             | 222,5                                  | 65,5                                   | 60,0                                   |                                        |
| 18  | 1940          | Takada                                 |                                        |                                        | 菅野駿一                               |                                        | 55,0                                   | 55,0                                   |
| 18  | 1940          | Takada                                 | Jugendliche                            | 森史郎                                 |                                        | 56,5                                   | 55,0                                   |                                        |
| 19  | 1941          | Sapporo                                |                                        |                                        | Masaji Iguro                           |                                        | 56,0                                   | 63,0                                   |
| 19  | 1941          | Sapporo                                | Jugendliche                            | 森史郎                                 |                                        | 49,0                                   | 55,0                                   |                                        |
| 20  | 1942          | Ōwani                                  |                                        |                                        | 小原正巳                               |                                        | 59,0                                   | 65,0                                   |
| 21  | 1943          | Nikkō                                  |                                        |                                        | 若本松太郎                             |                                        |                                        |                                        |
| 22  | 1944          | ausgefallen wegen Zweiter Weltkrieg    | ausgefallen wegen Zweiter Weltkrieg    | ausgefallen wegen Zweiter Weltkrieg    | ausgefallen wegen Zweiter Weltkrieg    | ausgefallen wegen Zweiter Weltkrieg    | ausgefallen wegen Zweiter Weltkrieg    | ausgefallen wegen Zweiter Weltkrieg    |
| 23  | 1945          | ausgefallen wegen Zweiter Weltkrieg    | ausgefallen wegen Zweiter Weltkrieg    | ausgefallen wegen Zweiter Weltkrieg    | ausgefallen wegen Zweiter Weltkrieg    | ausgefallen wegen Zweiter Weltkrieg    | ausgefallen wegen Zweiter Weltkrieg    | ausgefallen wegen Zweiter Weltkrieg    |
| 24  | 1946          | ausgefallen                            | ausgefallen                            | ausgefallen                            | ausgefallen                            | ausgefallen                            | ausgefallen                            | ausgefallen                            |
| 25  | 1947          | ausgefallen                            | ausgefallen                            | ausgefallen                            | ausgefallen                            | ausgefallen                            | ausgefallen                            | ausgefallen                            |
| 26  | 1948          | Nozawa Onsen                           |                                        |                                        | 浅木文雄                               | 228,3                                  | 54,5                                   | 57,0                                   |
| 27  | 1949          | Sapporo                                |                                        |                                        | 星野昇                                 | 226,9                                  | 68,5                                   | 71,5                                   |
| 28  | 1950          | Yonezawa                               |                                        |                                        | 浅木文雄                               | 221,5                                  | 60,0                                   | 62,0                                   |
| 29  | 1951          | ausgefallen wegen warmen Winters       | ausgefallen wegen warmen Winters       | ausgefallen wegen warmen Winters       | ausgefallen wegen warmen Winters       | ausgefallen wegen warmen Winters       | ausgefallen wegen warmen Winters       | ausgefallen wegen warmen Winters       |
| 30  | 1952          | Sapporo                                |                                        |                                        | 柴野宏明                               | 218,5                                  | 76,5                                   | 76,5                                   |
| 31  | 1953          | Ōdate                                  |                                        |                                        | Hiroshi Yoshizawa                      | 227,0                                  | 81,0                                   | 79,0                                   |
| 32  | 1954          | Takada                                 |                                        |                                        | Akio Kasaya                            | 221,4                                  | 49,5                                   | 53,0                                   |
| 33  | 1955          | Sapporo                                |                                        |                                        | Hiroshi Yoshizawa                      | 223,6                                  | 86,5                                   | 85,0                                   |
| 34  | 1956          | Ōdate                                  |                                        |                                        | 渋谷昭男                               | 221,1                                  | 77,0                                   | 85,5                                   |
| 35  | 1957          | Nozawa Onsen                           |                                        |                                        | 杉山安久                               | 213,0                                  | 71,0                                   | 65,0                                   |
| 36  | 1958          | Otaru                                  |                                        |                                        | Hiroshi Yoshizawa                      | 224,0                                  | 78,5                                   | 77,0                                   |
| 37  | 1959          | Ōwani                                  |                                        |                                        | Kōichi Satō                            | 218,8                                  | 83,0                                   | 83,0                                   |
| 38  | 1960          | Takada                                 |                                        |                                        | Hiroshi Yoshizawa                      | 207,8                                  | 56,0                                   | 58,5                                   |
| 39  | 1961          | Shiga-Hochebene                        |                                        |                                        | Takashi Matsui                         | 226,0                                  | 76,0                                   | 78,0                                   |
| 40  | 18. Feb. 1962 | Ōkura-Schanze                          | 80 m                                   | Herren                                 | Sadao Kikuchi                          | 230,0                                  | 84,0                                   | 86,0                                   |
| 40  | 19. Feb. 1962 | Yukijirushi-Schanze                    | 60 m                                   | Herren                                 | Sadao Kikuchi                          | 213,6                                  | 57,5                                   | 51,0                                   |
| 41  | 24. Feb. 1963 | Yukijirushi-Schanze                    | 60 m                                   | Herren                                 | Sadao Kikuchi                          | 227,3                                  | 61,5                                   | 58,5                                   |
| 41  | 27. Feb. 1963 | Ōkura-Schanze                          | 90 m                                   | Herren                                 | Yōsuke Etō                             | 227,1                                  | 86,0                                   | 98,5                                   |
| 42  | 22. Feb. 1964 | Ōwani-Takinosawa-Schanze               | 60 m                                   | Herren                                 | Sadao Kikuchi                          | 226,8                                  | 60,0                                   | 62,5                                   |
| 42  | 25. Feb. 1964 | Ōwani-Takinosawa-Schanze               | 90 m                                   | Herren                                 | Yukio Kasaya                           | 242,5                                  | 99,0                                   | 98,0                                   |
| 43  | 26. Feb. 1965 | Yukijirushi-Schanze                    | 60 m                                   | Jugendliche                            | Hisayoshi Sawada                       | 195,8                                  | 55,0                                   | 56,5                                   |
| 43  | 26. Feb. 1965 | Yukijirushi-Schanze                    | 60 m                                   | Herren                                 | Takashi Fujisawa                       | 222,9                                  | 54,5                                   | 60,5                                   |
| 43  | 28. Feb. 1965 | Ōkura-Schanze                          | 90 m                                   | Herren                                 | Takashi Fujisawa                       | 250,0                                  | 87,0                                   | 89,0                                   |
| 44  | 10. Feb. 1966 | Ōwani-Takinosawa-Schanze               | 60 m                                   | Jugendliche                            | 斉藤公男                               | 175,0                                  | 60,0                                   | 61,0                                   |
| 44  | 10. Feb. 1966 | Ōwani-Takinosawa-Schanze               | 60 m                                   | Herren                                 | Naoki Shimura                          | 213,1                                  | 67,0                                   | 65,0                                   |
| 44  | 12. Feb. 1966 | Ōwani-Takinosawa-Schanze               | 90 m                                   | Herren                                 | Hiroshi Itagaki                        | 216,8                                  | 92,0                                   | 100,0                                  |
| 45  | 26. Feb. 1967 | Ōkura-Schanze                          | 90 m                                   | Herren                                 | Seiji Aochi                            | 202,7                                  | 83,5                                   | 92,0                                   |
| 45  | 27. Feb. 1967 | Yukijirushi-Schanze                    | 60 m                                   | Jugendliche                            | 斉藤信和                               | 185,3                                  | 51,5                                   | 54,5                                   |
| 45  | 27. Feb. 1967 | Yukijirushi-Schanze                    | 60 m                                   | Herren                                 | Akemi Taniguchi                        | 204,6                                  | 56,5                                   | 55,5                                   |
| 46  | 25. Feb. 1968 | Ōwani-Takinosawa-Schanze               | 90 m                                   | Herren                                 | Takashi Fujisawa                       | 169,6                                  | 100,0                                  | 67,0                                   |
| 46  | 27. Feb. 1968 | Ōwani-Takinosawa-Schanze               | 60 m                                   | Jugendliche                            | Yūji Katsuro                           | 132,8                                  | 54,0                                   | 56,0                                   |
| 46  | 27. Feb. 1968 | Ōwani-Takinosawa-Schanze               | 60 m                                   | Herren                                 | Takashi Fujisawa                       | 198,7                                  | 67,0                                   | 74,0                                   |
| 47  | 28. Feb. 1969 | Otaru-Tenguyama-Schanze                | 60 m                                   | Jugendliche                            | 斎藤幸三                               | 170,7                                  | 59,0                                   | 60,5                                   |
| 47  | 28. Feb. 1969 | Otaru-Tenguyama-Schanze                | 60 m                                   | Herren                                 | Yukio Kasaya                           | 213,3                                  | 68,0                                   | 67,5                                   |
| 47  | 2. März 1969  | Otaru-Tenguyama-Schanze                | 90 m                                   | Herren                                 | Yukio Kasaya                           | 223,9                                  | 97,0                                   | 99,5                                   |
| 48  | 11. Feb. 1970 | Miyanomori-Schanze                     | 70 m                                   | Jugendliche                            | Hideki Nakano                          | 219,6                                  | 75,0                                   | 80,0                                   |
| 48  | 11. Feb. 1970 | Miyanomori-Schanze                     | 70 m                                   | Herren                                 | 成田忠夫                               | 236,5                                  | 80,5                                   | 83,5                                   |
| 48  | 15. Feb. 1970 | Otaru-Tenguyama-Schanze                | 90 m                                   | Herren                                 | Masukatsu Asari                        | 241,0                                  | 105,5                                  | 100,0                                  |
| 49  | 13. Feb. 1971 | Ōkurayama-Schanze                      | 90 m                                   | Herren                                 | Akitsugu Konno                         | 229,3                                  | 95,0                                   | 105,0                                  |
| 49  | 8. Feb. 1971  | Miyanomori-Schanze                     | 70 m                                   | Herren                                 | Yukio Kasaya                           | 251,4                                  | 84,5                                   | 83,5                                   |
| 50  | 2. März 1972  | Ōwani-Takinosawa-Schanze               | 90 m                                   | Herren                                 | Hiroshi Itagaki                        | 212,4                                  | 94,0                                   | 97,0                                   |
| 50  | 4. März 1972  | Ōwani-Takinosawa-Schanze               | 70 m                                   | Jugendliche                            | Takafumi Kawabata                      | 188,3                                  |                                        |                                        |
| 50  | 4. März 1972  | Ōwani-Takinosawa-Schanze               | 70 m                                   | Herren                                 | Hiroshi Itagaki                        | 220,0                                  | 82,0                                   | 73,0                                   |
| 51  | 14. Feb. 1973 | Miyanomori-Schanze                     | 70 m                                   | Jugendliche                            | Sakae Tsuruga                          | 193,8                                  |                                        |                                        |
| 51  | 14. Feb. 1973 | Miyanomori-Schanze                     | 70 m                                   | Herren                                 | Masakatsu Asari                        | 243,2                                  | 85,0                                   | 83,0                                   |
| 51  | 15. Feb. 1973 | Ōkurayama-Schanze                      | 90 m                                   | Herren                                 | Hisayoshi Sawada                       | 221,2                                  | 100,0                                  | 100,5                                  |
| 52  | 3. Feb. 1974  | Ōkurayama-Schanze                      | 90 m                                   | Herren                                 | Mineyuki Mashiko                       | 199,5                                  | 88,5                                   | 99,0                                   |
| 52  | 7. Feb. 1974  | Miyanomori-Schanze                     | 70 m                                   | Jugendliche                            | 種村治                                 | 123,7                                  | 57,0                                   | 61,0                                   |
| 52  | 7. Feb. 1974  | Miyanomori-Schanze                     | 70 m                                   | Herren                                 | Yukio Kasaya                           | 215,4                                  | 70,0                                   | 80,0                                   |
| 53  | 6. Feb. 1975  | Miyanomori-Schanze                     | 70 m                                   | Jugendliche                            | Masahiro Akimoto                       | 212,5                                  | 76,5                                   | 79,5                                   |
| 53  | 6. Feb. 1975  | Miyanomori-Schanze                     | 70 m                                   | Herren                                 | Kōji Kakuta                            | 231,5                                  | 81,5                                   | 79,5                                   |
| 53  | 9. Feb. 1975  | Ōkurayama-Schanze                      | 90 m                                   | Herren                                 | Takao Itō                              | 223,2                                  | 101,5                                  | 99,0                                   |
| 54  | 21. Feb. 1976 | Miyanomori-Schanze                     | 70 m                                   | Jugendliche                            | Yūji Kawamura                          | 221,0                                  | 80,5                                   | 83,0                                   |
| 54  | 21. Feb. 1976 | Miyanomori-Schanze                     | 70 m                                   | Herren                                 | Manabu Ono                             | 240,0                                  | 84,0                                   | 86,0                                   |
| 54  | 22. Feb. 1976 | Ōkurayama-Schanze                      | 90 m                                   | Herren                                 | Hiroshi Itagaki                        | 219,9                                  | 104,5                                  | 94,0                                   |
| 55  | 4. März 1977  | Miyanomori-Schanze                     | 70 m                                   | Jugendliche                            | Yūji Kawamura                          | 218,9                                  | 80,0                                   | 80,0                                   |
| 55  | 4. März 1977  | Miyanomori-Schanze                     | 70 m                                   | Herren                                 | Kazuhiro Akimoto                       | 249,7                                  | 84,0                                   | 86,5                                   |
| 55  | 6. März 1977  | Ōkurayama-Schanze                      | 90 m                                   | Herren                                 | Tomihisa Aiuchi                        | 237,0                                  | 100,0                                  | 110,0                                  |
| 56  | 7. Feb. 1978  | Miyanomori-Schanze                     | 70 m                                   | Jugendliche                            | Hirokazu Yagi                          | 208,2                                  | 77,0                                   | 76,0                                   |
| 56  | 7. Feb. 1978  | Miyanomori-Schanze                     | 70 m                                   | Herren                                 | Kazuhiro Akimoto                       | 227,5                                  | 85,0                                   | 76,0                                   |
| 56  | 9. Feb. 1978  | Ōkurayama-Schanze                      | 90 m                                   | Herren                                 | Takao Itō                              | 212,5                                  | 98,0                                   | 99,5                                   |
| 57  | 12. Feb. 1979 | Ōkurayama-Schanze                      | 90 m                                   | Jugendliche                            | 木幡旬有                               | 145,0                                  | 84,0                                   | 83,5                                   |
| 57  | 12. Feb. 1979 | Ōkurayama-Schanze                      | 90 m                                   | Herren                                 | Masahiro Akimoto                       | 222,1                                  | 102,0                                  | 102,0                                  |
| 57  | 7. Feb. 1979  | Ōwani-Takinosawa-Schanze               | 70 m                                   | Jugendliche                            | Hiroyasu Aizawa                        | 198,6                                  | 77,5                                   | 78,5                                   |
| 57  | 7. Feb. 1979  | Ōwani-Takinosawa-Schanze               | 70 m                                   | Herren                                 | Takao Itō                              | 220,9                                  | 80,0                                   | 84,0                                   |
| 58  | 22. Feb. 1980 | Ōwani-Takinosawa-Schanze               | 70 m                                   | Jugendliche                            | 斎藤孝行                               | 228,3                                  | 85,0                                   | 83,0                                   |
| 58  | 22. Feb. 1980 | Ōwani-Takinosawa-Schanze               | 70 m                                   | Herren                                 | Sakae Tsuruga                          | 242,3                                  | 86,5                                   | 84,0                                   |
| 58  | 3. Feb. 1980  | Ōkurayama-Schanze                      | 90 m                                   | Herren                                 | 岩崎基志                               | 244,8                                  | 108,0                                  | 104,0                                  |
| 59  | 6. Feb. 1981  | Miyanomori-Schanze                     | 70 m                                   | Jugendliche                            | Masaru Nagaoka                         | 212,5                                  | 80,5                                   | 75,5                                   |
| 59  | 6. Feb. 1981  | Miyanomori-Schanze                     | 70 m                                   | Herren                                 | Hirokazu Yagi                          | 238,3                                  | 84,0                                   | 82,5                                   |
| 59  | 8. Feb. 1981  | Ōkurayama-Schanze                      | 90 m                                   | Jugendliche                            | Masaru Nagaoka                         | 199,3                                  | 87,5                                   | 104,5                                  |
| 59  | 8. Feb. 1981  | Ōkurayama-Schanze                      | 90 m                                   | Herren                                 | Masahiro Akimoto                       | 234,1                                  | 95,0                                   | 114,0                                  |
| 60  | 11. Feb. 1982 | Ōkurayama-Schanze                      | 90 m                                   | Jugendliche                            | Hiroo Shima                            | 172,0                                  | 92,0                                   | 88,0                                   |
| 60  | 11. Feb. 1982 | Ōkurayama-Schanze                      | 90 m                                   | Herren                                 | Satoru Matsuhashi                      | 216,7                                  | 108,5                                  | 92,0                                   |
| 60  | 5. Feb. 1982  | Ōwani-Takinosawa-Schanze               | 70 m                                   | Jugendliche                            | 神野力哉                               | 209,1                                  | 78,5                                   | 80,0                                   |
| 60  | 5. Feb. 1982  | Ōwani-Takinosawa-Schanze               | 70 m                                   | Herren                                 | Masahiro Akimoto                       | 238,8                                  | 86,0                                   | 84,5                                   |
| 61  | 13. Feb. 1983 | Miyanomori-Schanze                     | 70 m                                   | Jugendliche                            | Akira Satō                             | 208,2                                  | 78,5                                   | 75,0                                   |
| 61  | 13. Feb. 1983 | Miyanomori-Schanze                     | 70 m                                   | Herren                                 | 木村謙                                 | 226,2                                  | 85,0                                   | 78,0                                   |
| 61  | 27. Feb. 1983 | Ōkurayama-Schanze                      | 90 m                                   | Jugendliche                            | Shōhei Sakauchi                        | 149,1                                  | 57,5                                   | 109,0                                  |
| 61  | 27. Feb. 1983 | Ōkurayama-Schanze                      | 90 m                                   | Herren                                 | Hirokazu Yagi                          | 184,4                                  | 75,0                                   | 106,0                                  |
| 62  | 27. Jan. 1984 | Kuromori-yama am Tazawa-See            | 70 m                                   | Jugendliche                            | 黒川隆二                               | 175,1                                  | 74,0                                   | 79,0                                   |
| 62  | 27. Jan. 1984 | Kuromori-yama am Tazawa-See            | 70 m                                   | Herren                                 | Masahiro Akimoto                       | 220,7                                  | 84,0                                   | 85,0                                   |
| 62  | 11. März 1984 | Ōkurayama-Schanze                      | 90 m                                   | Jugendliche                            | 佐々木努                               | 126,0                                  | 81,5                                   | 86,0                                   |
| 62  | 11. März 1984 | Ōkurayama-Schanze                      | 90 m                                   | Herren                                 | Hirokazu Yagi                          | 181,2                                  | 93,0                                   | 102,5                                  |
| 63  | 10. März 1985 | Ōkurayama-Schanze                      | 90 m                                   | Jugendliche                            | Kenji Suda                             | 172,1                                  | 94,0                                   | 100,0                                  |
| 63  | 10. März 1985 | Ōkurayama-Schanze                      | 90 m                                   | Herren                                 | Yūji Kawamura                          | 214,5                                  | 111,5                                  | 102,5                                  |
| 63  | 9. März 1985  | Miyanomori-Schanze                     | 70 m                                   | Jugendliche                            | Kenji Suda                             | 197,9                                  | 85,0                                   | 84,0                                   |
| 63  | 9. März 1985  | Miyanomori-Schanze                     | 70 m                                   | Herren                                 | Katsushi Tao                           | 209,5                                  | 90,0                                   | 82,5                                   |
| 64  | 11. Feb. 1986 | Ōkurayama-Schanze                      | 90 m                                   | Jugendliche                            | Toshiaki Tao                           | 196,0                                  | 93,0                                   | 118,5                                  |
| 64  | 11. Feb. 1986 | Ōkurayama-Schanze                      | 90 m                                   | Herren                                 | Toshiaki Tao                           | 196,0                                  | 93,0                                   | 118,5                                  |
| 64  | 8. Feb. 1986  | Arashiyama-Schanze                     | 65 m                                   | Jugendliche                            | Toshiaki Tao                           | 183,8                                  | 71,0                                   | 69,5                                   |
| 64  | 8. Feb. 1986  | Arashiyama-Schanze                     | 65 m                                   | Herren                                 | Masahiro Akimoto                       | 211,4                                  | 77,5                                   | 72,5                                   |
| 65  | 1. Feb. 1987  | Ōkurayama-Schanze                      | 90 m                                   | Herren                                 | Akira Satō                             | 216,9                                  | 114,5                                  | 109,0                                  |
| 65  | 5. Feb. 1987  | Arashiyama-Schanze                     | 70 m                                   | Jugendliche                            | 池上靖二                               | 161,4                                  | 66,5                                   | 66,0                                   |
| 65  | 5. Feb. 1987  | Arashiyama-Schanze                     | 70 m                                   | Herren                                 | Terumi Hashimoto                       | 215,7                                  | 74,0                                   | 74,5                                   |
| 66  | 31. Jan. 1988 | Ōkurayama-Schanze                      | 90 m                                   | Jugendliche                            | 木戸幹雄                               | 115,8                                  | 87,0                                   | 85,0                                   |
| 66  | 31. Jan. 1988 | Ōkurayama-Schanze                      | 90 m                                   | Herren                                 | Sadao Shimizu                          | 209,7                                  | 106,0                                  | 114,5                                  |
| 66  | 12. März 1988 | Ōwani-Takinosawa-Schanze               | 70 m                                   | Jugendliche                            | 池上靖二                               | 151,6                                  | 77,5                                   | 71,0                                   |
| 66  | 12. März 1988 | Ōwani-Takinosawa-Schanze               | 70 m                                   | Herren                                 | Akihiro Higashi                        | 192,8                                  | 88,5                                   | 77,0                                   |
| 67  | 29. Jan. 1989 | Ōkurayama-Schanze                      | 90 m                                   | Herren                                 | Sadao Shimizu                          | 210,5                                  | 116,0                                  | 101,5                                  |
| 67  | 8. März 1989  | Iwate-Tayama-Schanze                   | 70 m                                   | Herren                                 | Akihiro Higashi                        | 222,5                                  | 87,0                                   | 85,0                                   |
| 68  | 28. Jan. 1990 | Ōkurayama-Schanze                      | LH                                     | Herren                                 | Manabu Nikaidō                         | 207,0                                  | 118,0                                  | 101,5                                  |
| 68  | 15. Feb. 1990 | Iwate-Tayama-Schanze                   | NH                                     | Herren                                 | Akira Satō                             | 213,2                                  | 81,0                                   | 82,0                                   |
| 69  | 27. Jan. 1991 | Ōkurayama-Schanze                      | LH                                     | Herren                                 | Akihiro Higashi                        | 178,3                                  | 102,5                                  | 104,5                                  |
| 69  | 13. Feb. 1991 | Hawana-Schanze, Kazuno                 | NH                                     | Herren                                 | Seiji Kawasaki                         | 201,0                                  | 82,5                                   | 82,0                                   |
| 70  | 26. Jan. 1992 | Ōkurayama-Schanze                      | LH                                     | Herren                                 | Masahiko Harada                        | 226,8                                  | 115,0                                  | 114,5                                  |
| 70  | 15. März 1992 | Asahigaoka-Schanze, Kutchan            | NH                                     | Herren                                 | Hiroya Saitō                           | 208,0                                  | 76,5                                   | 84,0                                   |
| 71  | 30. Jan. 1993 | Hakuba-Schanze                         | NH                                     | Herren                                 | Noriaki Kasai                          | 220,5                                  | 89,5                                   | 85,5                                   |
| 71  | 31. Jan. 1993 | Hakuba-Schanze                         | LH                                     | Herren                                 | Takanobu Okabe                         | 189,7                                  | 115,0                                  | 103,0                                  |
| 72  | 30. Jan. 1994 | Ōkurayama-Schanze                      | LH                                     | Herren                                 | Noriaki Kasai                          | 279,7                                  | 121,5                                  | 135,0                                  |
| 72  | 3. März 1994  | Miyanomori-Schanze                     | NH                                     | Herren                                 | Hitoshi Sakurai                        | 207,5                                  | 91,0                                   | 77,5                                   |
| 73  | 28. Jan. 1995 | Hakuba-Schanze                         | NH                                     | Herren                                 | Yoshikazu Norota                       | 220,0                                  | 87,0                                   | 88,0                                   |
| 73  | 28. Jan. 1995 | Hakuba-Schanze                         | NH                                     | Herren                                 | Masahiko Harada                        | 220,0                                  | 86,0                                   | 89,0                                   |
| 73  | 29. Jan. 1995 | Hakuba-Schanze                         | LH                                     | Herren                                 | Katsutoshi Chiba                       | 229,2                                  | 123,0                                  | 116,0                                  |
| 74  | 27. Jan. 1996 | Hakuba-Schanze                         | NH                                     | Herren                                 | Jin’ya Nishikata                       | 250,5                                  | 94,0                                   | 94,0                                   |
| 74  | 28. Jan. 1996 | Hakuba-Schanze                         | LH                                     | Herren                                 | Jin’ya Nishikata                       | 248,3                                  | 125,5                                  | 123,0                                  |
| 75  | 11. Feb. 1997 | Ōkurayama-Schanze                      | LH                                     | Herren                                 | Masahiko Harada                        | 240,0                                  | 123,0                                  | 119,5                                  |
| 75  | 11. Feb. 1997 | Ōkurayama-Schanze                      | LH                                     | Herren                                 | Naoki Yasuzaki                         | 240,0                                  | 119,5                                  | 123,0                                  |
| 75  | 14. Feb. 1997 | Piyashiri-Schanze                      | NH                                     | Herren                                 | Takanobu Okabe                         | 257,5                                  | 93,0                                   | 90,0                                   |
| 76  | 25. Jan. 1998 | Ōkurayama-Schanze                      | LH                                     | Herren                                 | Masahiko Harada                        | 243,2                                  | 119,0                                  | 125,0                                  |
| 76  | 26. Jan. 1998 | Miyanomori-Schanze                     | NH                                     | Herren                                 | Masahiko Harada                        | 234,0                                  | 89,5                                   | 89,5                                   |
| 77  | 11. Feb. 1999 | Hakuba-Schanze                         | LH                                     | Herren                                 | Hideharu Miyahira                      | 246,4                                  | 120,5                                  | 127,5                                  |
| 77  | 13. Feb. 1999 | Hakuba-Schanze                         | NH                                     | Herren                                 | Noriaki Kasai                          | 128,5                                  | 95,5                                   | —                                      |
| 78  | 26. Feb. 2000 | Ōkurayama-Schanze                      | LH                                     | Herren                                 | Kazuya Yoshioka                        | 265,0                                  | 134,0                                  | 123,5                                  |
| 78  | 27. Feb. 2000 | Miyanomori-Schanze                     | NH                                     | Herren                                 | Masahiko Harada                        | 240,5                                  | 92,0                                   | 94,0                                   |
| 79  | 3. März 2001  | Hakuba-Schanze                         | NH                                     | Herren                                 | Masahiko Harada                        | 212,0                                  | 84,0                                   | 88,5                                   |
| 79  | 4. März 2001  | Hakuba-Schanze                         | LH                                     | Herren                                 | Masahiko Harada                        | 122,4                                  | 123,0                                  | —                                      |
| 80  | 2. März 2002  | Ōkurayama-Schanze                      | LH                                     | Herren                                 | Takanobu Okabe                         | 263,1                                  | 131,0                                  | 126,0                                  |
| 80  | 3. März 2002  | Miyanomori-Schanze                     | NH                                     | Herren                                 | Takanobu Okabe                         | 244,5                                  | 91,0                                   | 95,0                                   |
| 80  | 3. März 2002  | Miyanomori-Schanze                     | NH                                     | Damen                                  | Izumi Yamada                           | 202,5                                  | 82,0                                   | 86,5                                   |
| 81  | 15. Feb. 2003 | Hakuba-Schanze                         | NH                                     | Herren                                 | Hiroki Yamada                          | 251,5                                  | 94,5                                   | 95,5                                   |
| 81  | 15. Feb. 2003 | Hakuba-Schanze                         | NH                                     | Damen                                  | Izumi Yamada                           | 205,5                                  | 84,0                                   | 85,0                                   |
| 81  | 16. Feb. 2003 | Hakuba-Schanze                         | LH                                     | Herren                                 | Takanobu Okabe                         | 209,3                                  | 116,5                                  | 112,0                                  |
| 82  | 14. Feb. 2004 | Ōkurayama-Schanze                      | LH                                     | Herren                                 | Yūsuke Endō                            | 203,4                                  | 111,5                                  | 119,0                                  |
| 82  | 15. Feb. 2004 | Miyanomori-Schanze                     | NH                                     | Herren                                 | Keita Umezaki                          | 230,5                                  | 88,0                                   | 92,0                                   |
| 82  | 15. Feb. 2004 | Miyanomori-Schanze                     | NH                                     | Damen                                  | Rieko Kanai                            | 163,5                                  | 77,5                                   | 74,5                                   |
| 83  | 29. Jan. 2005 | Hakuba-Schanze                         | NH                                     | Herren                                 | Masahiko Harada                        | 238,0                                  | 91,5                                   | 91,5                                   |
| 83  | 29. Jan. 2005 | Hakuba-Schanze                         | NH                                     | Damen                                  | Izumi Yamada                           | 219,5                                  | 86,5                                   | 89,5                                   |
| 83  | 30. Jan. 2005 | Hakuba-Schanze                         | LH                                     | Herren                                 | Tsuyoshi Ichinohe                      | 222,7                                  | 113,5                                  | 123,0                                  |
| 84  | 28. Jan. 2006 | Miyanomori-Schanze                     | NH                                     | Herren                                 | Hideharu Miyahira                      | 235,0                                  | 91,5                                   | 93,0                                   |
| 84  | 28. Jan. 2006 | Miyanomori-Schanze                     | NH                                     | Damen                                  | Izumi Yamada                           | 230,0                                  | 95,0                                   | 87,5                                   |
| 84  | 29. Jan. 2006 | Ōkurayama-Schanze                      | LH                                     | Herren                                 | Kazuya Yoshioka                        | 266,7                                  | 128,0                                  | 131,0                                  |
| 85  | 17. Feb. 2007 | Hakuba-Schanze                         | NH                                     | Herren                                 | Taku Takeuchi                          | 239,0                                  | 92,5                                   | 91,5                                   |
| 85  | 17. Feb. 2007 | Hakuba-Schanze                         | NH                                     | Damen                                  | Rieko Kanai                            | 203,5                                  | 85,0                                   | 85,0                                   |
| 85  | 18. Feb. 2007 | Hakuba-Schanze                         | LH                                     | Herren                                 | Keita Umezaki                          | 252,7                                  | 127,5                                  | 124,0                                  |
| 86  | 27. Jan. 2008 | Miyanomori-Schanze                     | NH                                     | Herren                                 | Daiki Itō                              | 269,0                                  | 97,5                                   | 102,0                                  |
| 86  | 27. Jan. 2008 | Miyanomori-Schanze                     | NH                                     | Damen                                  | Izumi Yamada                           | 251,5                                  | 96,5                                   | 96,0                                   |
| 86  | 17. Feb. 2008 | Ōkurayama-Schanze                      | LH                                     | Herren                                 | Fumihisa Yumoto                        | 279,7                                  | 136,5                                  | 135,0                                  |
| 87  | 14. Feb. 2009 | Hakuba-Schanze                         | NH                                     | Herren                                 | ausgefallen wegen schlechtem Wetter    | ausgefallen wegen schlechtem Wetter    | ausgefallen wegen schlechtem Wetter    | ausgefallen wegen schlechtem Wetter    |
| 87  | 14. Feb. 2009 | Hakuba-Schanze                         | NH                                     | Damen                                  | Misa Fueki                             | 94,5                                   | 83,0                                   | —                                      |
| 87  | 15. Feb. 2009 | Hakuba-Schanze                         | LH                                     | Herren                                 | Akira Higashi                          | 273,2                                  | 132,0                                  | 137,0                                  |
| 88  | 30. Jan. 2010 | Miyanomori-Schanze                     | NH                                     | Herren                                 | Taku Takeuchi                          | 220,5                                  | 97,5                                   | 81,0                                   |
| 88  | 30. Jan. 2010 | Miyanomori-Schanze                     | NH                                     | Damen                                  | Rieko Kanai                            | 231,5                                  | 92,0                                   | 92,5                                   |
| 88  | 31. Jan. 2010 | Ōkurayama-Schanze                      | LH                                     | Herren                                 | Noriaki Kasai                          | 221,6                                  | 109,5                                  | 127,5                                  |
| 89  | 26. Feb. 2011 | Hakuba-Schanze                         | LH                                     | Herren                                 | Kazuyoshi Funaki                       | 261,6                                  | 139,5                                  | 122,5                                  |
| 89  | 26. Feb. 2011 | Hakuba-Schanze                         | LH                                     | Damen                                  | Atsuko Tanaka                          | 200,0                                  | 118,5                                  | 111,5                                  |
| 89  | 27. Feb. 2011 | Hakuba-Schanze                         | NH                                     | Herren                                 | Kento Sakuyama                         | 229,0                                  | 91,5                                   | 89,5                                   |
| 89  | 27. Feb. 2011 | Hakuba-Schanze                         | NH                                     | Damen                                  | Yurika Hirayama                        | 202,0                                  | 83,5                                   | 88,0                                   |
| 90  | 5. Feb. 2012  | Ōkurayama-Schanze                      | LH                                     | Herren                                 | Kazuya Yoshioka                        | 272,2                                  | 136,5                                  | 130,0                                  |
| 90  | 5. Feb. 2012  | Ōkurayama-Schanze                      | LH                                     | Damen                                  | Sara Takanashi                         | 228,8                                  | 116,5                                  | 127,0                                  |
| 90  | 7. Feb. 2012  | Miyanomori-Schanze                     | NH                                     | Herren                                 | Kazuya Yoshioka                        | 210,0                                  | 87,5                                   | 85,5                                   |
| 90  | 7. Feb. 2012  | Miyanomori-Schanze                     | NH                                     | Damen                                  | Sara Takanashi                         | 213,5                                  | 93,5                                   | 83,0                                   |
| 91  | 7. März 2013  | Hakuba-Schanze                         | LH                                     | Herren                                 | Hiroaki Watanabe                       | 249,1                                  | 122,5                                  | 129,5                                  |
| 91  | 7. März 2013  | Hakuba-Schanze                         | LH                                     | Damen                                  | Ayumi Watase                           | 151,9                                  | 103,0                                  | 100,0                                  |
| 91  | 9. März 2013  | Hakuba-Schanze                         | NH                                     | Herren                                 | Kento Sakuyama                         | 236,0                                  | 88,0                                   | 96,0                                   |
| 91  | 9. März 2013  | Hakuba-Schanze                         | NH                                     | Damen                                  | Ayuka Takeda                           | 203,0                                  | 85,0                                   | 85,5                                   |
| 92  | 2. Feb. 2014  | Ōkurayama-Schanze                      | NH                                     | Herren                                 | Kento Sakuyama                         |                                        |                                        |                                        |
| 92  | 30. Jan. 2014 | Miyanomori-Schanze                     | NH                                     | Damen                                  | Yuka Kobayashi                         |                                        |                                        |                                        |
| 93  | 11. Feb. 2015 | Hakuba-Schanze                         | NH                                     | Herren                                 | Yukiya Satō                            |                                        |                                        |                                        |
| 93  | 11. Feb. 2015 | Hakuba-Schanze                         | NH                                     | Damen                                  | Misaki Shigeno                         |                                        |                                        |                                        |
| 93  | 12. Feb. 2015 | Hakuba-Schanze                         | LH                                     | Herren                                 | Yukiya Satō                            |                                        |                                        |                                        |
| 93  | 12. Feb. 2015 | Hakuba-Schanze                         | LH                                     | Damen                                  | Yuka Kobayashi                         |                                        |                                        |                                        |
| 94  | 31. Okt. 2015 | Miyanomori-Schanze                     | NH                                     | Herren                                 | Kenshirō Itō                           |                                        |                                        |                                        |
| 94  | 31. Okt. 2015 | Miyanomori-Schanze                     | NH                                     | Damen                                  | Sara Takanashi                         |                                        |                                        |                                        |
| 94  | 1. Nov. 2015  | Ōkurayama-Schanze                      | LH                                     | Herren                                 | Kento Sakuyama                         |                                        |                                        |                                        |
| 94  | 1. Nov. 2015  | Ōkurayama-Schanze                      | LH                                     | Damen                                  | Sara Takanashi                         |                                        |                                        |                                        |
| 95  | 1. Nov. 2016  | Hakuba-Schanze                         | LH                                     | Herren                                 | Taku Takeuchi                          |                                        |                                        |                                        |
| 95  | 1. Nov. 2016  | Hakuba-Schanze                         | LH                                     | Damen                                  | Sara Takanashi                         |                                        |                                        |                                        |
| 95  | 13. Nov. 2016 | Kuraray Zaō-Schanze                    | NH                                     | Herren                                 | Naoki Nakamura                         |                                        |                                        |                                        |
| 95  | 13. Nov. 2016 | Kuraray Zaō-Schanze                    | NH                                     | Damen                                  | Yūka Setō                              |                                        |                                        |                                        |
| 96  | 3. Nov. 2017  | Miyanomori-Schanze                     | NH                                     | Herren                                 | Junshirō Kobayashi                     |                                        |                                        |                                        |
| 96  | 3. Nov. 2017  | Miyanomori-Schanze                     | NH                                     | Damen                                  | Sara Takanashi                         |                                        |                                        |                                        |
| 96  | 5. Nov. 2017  | Ōkurayama-Schanze                      | LH                                     | Herren                                 | Noriaki Kasai                          |                                        |                                        |                                        |
| 97  | 27. Okt. 2018 | Hakuba-Schanze                         | NH                                     | Herren                                 | Taku Takeuchi                          |                                        |                                        |                                        |
| 97  | 27. Okt. 2018 | Hakuba-Schanze                         | NH                                     | Damen                                  | Sara Takanashi                         |                                        |                                        |                                        |
| 97  | 28. Okt. 2018 | Hakuba-Schanze                         | LH                                     | Herren                                 | Daiki Itō                              |                                        |                                        |                                        |
| 97  | 28. Okt. 2018 | Hakuba-Schanze                         | LH                                     | Damen                                  | Sara Takanashi                         |                                        |                                        |                                        |
| 98  | 26. Okt. 2019 | Miyanomori-Schanze                     | NH                                     | Herren                                 | Junshirō Kobayashi                     |                                        |                                        |                                        |
| 98  | 26. Okt. 2019 | Miyanomori-Schanze                     | NH                                     | Damen                                  | Sara Takanashi                         |                                        |                                        |                                        |
| 98  | 27. Okt. 2019 | Ōkurayama-Schanze                      | LH                                     | Herren                                 | Ryōyū Kobayashi                        |                                        |                                        |                                        |
| 99  | 24. Okt. 2020 | Hakuba-Schanzen                        | NH                                     | Herren                                 | Yukiya Satō                            | 255,2                                  | 097,0                                  | 101,0                                  |
| 99  | 24. Okt. 2020 | Hakuba-Schanzen                        | NH                                     | Damen                                  | Sara Takanashi                         | 231,5                                  | 094,5                                  | 093,0                                  |
| 99  | 25. Okt. 2020 | Hakuba-Schanzen                        | LH                                     | Herren                                 | Yukiya Satō                            | 279,2                                  | 129,0                                  | 127,5                                  |
| 100 | 22. Okt. 2021 | Miyanomori-Schanze                     | NH                                     | Herren                                 | Ryōyū Kobayashi                        | 255,8                                  | 092,0                                  | 097,0                                  |
| 100 | 22. Okt. 2021 | Miyanomori-Schanze                     | NH                                     | Damen                                  | Sara Takanashi                         |                                        |                                        |                                        |
| 102 | 26. Okt. 2023 | Miyanomori-Schanze                     | NH                                     | Herren                                 | Naoki Nakamura                         | 248,7                                  | 092,5                                  | 095,0                                  |
| 102 | 26. Okt. 2023 | Miyanomori-Schanze                     | NH                                     | Damen                                  | Yūki Itō                               | 246,3                                  | 096,5                                  | 094,0                                  |
| 102 | 29. Okt. 2023 | Ōkurayama-Schanze                      | LH                                     | Herren                                 | Ren Nikaidō                            | 282,3                                  | 147,5                                  | 140,5                                  |
| 102 | 29. Okt. 2023 | Ōkurayama-Schanze                      | LH                                     | Damen                                  | Sara Takanashi                         | 248,7                                  | 133,0                                  | 139,5                                  |